# Placida dendritica
Placida dendritica är en snäckart som först beskrevs av Joshua Alder och Hancock 1843.  Placida dendritica ingår i släktet Placida och familjen Stiligeridae. Arten är reproducerande i Sverige. Inga underarter finns listade i Catalogue of Life.